# Claustro románico en Cataluña

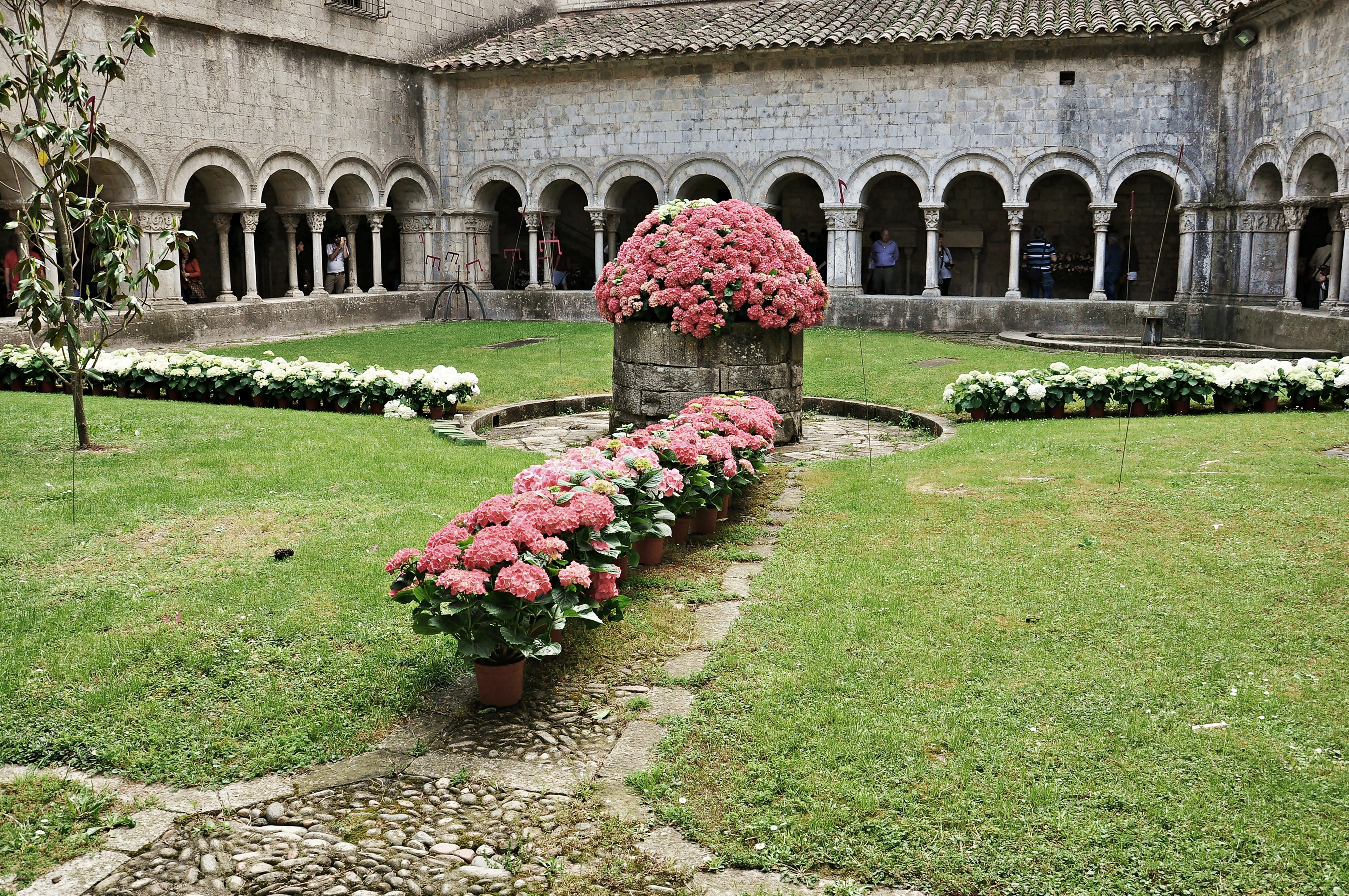
Claustro de la catedral de Gerona

Cataluña es la región española donde se conserva mayor número de claustros, algunos de dimensiones enormes. El más antiguo es el de la catedral de Gerona. Los claustros catalanes apenas se distinguen unos de otros en cuanto a su arquitectura con características iguales o muy parecidas pero sí se distinguen en su ornamentación artística.

## Disposición general
Por lo general los claustros catalanes se sitúan junto al muro sur de la iglesia aunque hay algunas excepciones condicionadas casi siempre por el terreno y sus características.
Su disposición supone casi el mismo modelo para la mayoría: las arcadas se apoyan en columnas pareadas y en los machones de refuerzo. En los ángulos se construyen pilares robustos. La altura de los antepechos y las proporciones de los fustes es idéntica en la mayoría de los claustros catalanes; esta estructura se parece mucho a la de Italia y sur de Francia lo que hace suponer que fueran construidos por grupos de albañiles lombardos.

## Los escultores de los capiteles
Lo que realmente diferencia entre sí los claustros catalanes son las esculturas de los capiteles atribuidas a especialistas locales, donde alguno de ellos deja plasmada su propia efigie, como en el monasterio de Sant Cugat del Vallés añadiendo además su firma como
o en el de San Benito de Bages donde un escultor Bernardus dejó su firma en un capitel. Estos escultores forman una escuela local influenciada o tal vez iniciada en los talleres de marmolistas del Rosellón. Un ejemplo claro se tiene en uno de los capiteles del claustro de Gerona donde los monstruos orientales esculpidos ya se habían hecho en la Abadía de Santa María de Serrabona y en Elna, con la diferencia que el autor de Gerona muestra un estilo más local y catalanizado.

## Los claustros benedictinos
Las dependencias domésticas ubicadas en la estructura del claustro estaban diseñadas de acuerdo con el número de monjes de cada monasterio. En los benedictinos solía ubicarse el claustro junto a la pared sur de la iglesia, aunque en algún caso, como en Sant Cugat, se dispuso junto al muro norte. La ornamentación que se da en los capiteles de estos claustros puede ser tanto vegetal como historiada, con figuras humanas o de animales. La intención del autor es netamente ornamental e imaginativa y su fórmula va repitiéndose por todos los monasterios. Las distintas dependencias van adquiriendo la importancia necesaria y requerida en cada momento. Por lo general se siguen las distribuciones iniciadas en Cluny. Las galerías sirven como lugar de encuentro, de paseo y meditación y las distintas dependencias se usan para la vida cotidiana y comunitaria de los frailes.

## Los claustros canónicos
En la Alta Edad Media el término canonici se refería a los clérigos (casi siempre sacerdotes) que compartían una regla religiosa, un lugar donde descansar y otro donde comer así como una oración llevada a cabo en lo que se llamaban horas canónicas. No eran monjes que vivían aislados como los benedictinos sino que tenían a diario un cierto contacto con los feligreses. Dependían en gran medida de la nobleza que tenía la potestad de designar cargos y prebendas. Por esta razón en la Cataluña de los siglos XI y XII la aristocracia demostró una clara preferencia por el ordo clericalis antes que el ordo monasticus de los benedictinos que no dependían en absoluto de ellos sino directamente de Cluny.

El hecho de seguir una vida comunitaria exigía la construcción de espacios colectivos. Estos espacios imitaron en gran medida las disposiciones benedictinas de sus claustros y sus dependencias en las distintas pandas. Más tarde hubo una segunda fase que vino a imitar el claustro cisterciense; en definitiva puede decirse que no existe un modelo puramente canonical, salvo las dependencias construidas a veces en un segundo piso, para almacén, comida, reunión, etc.

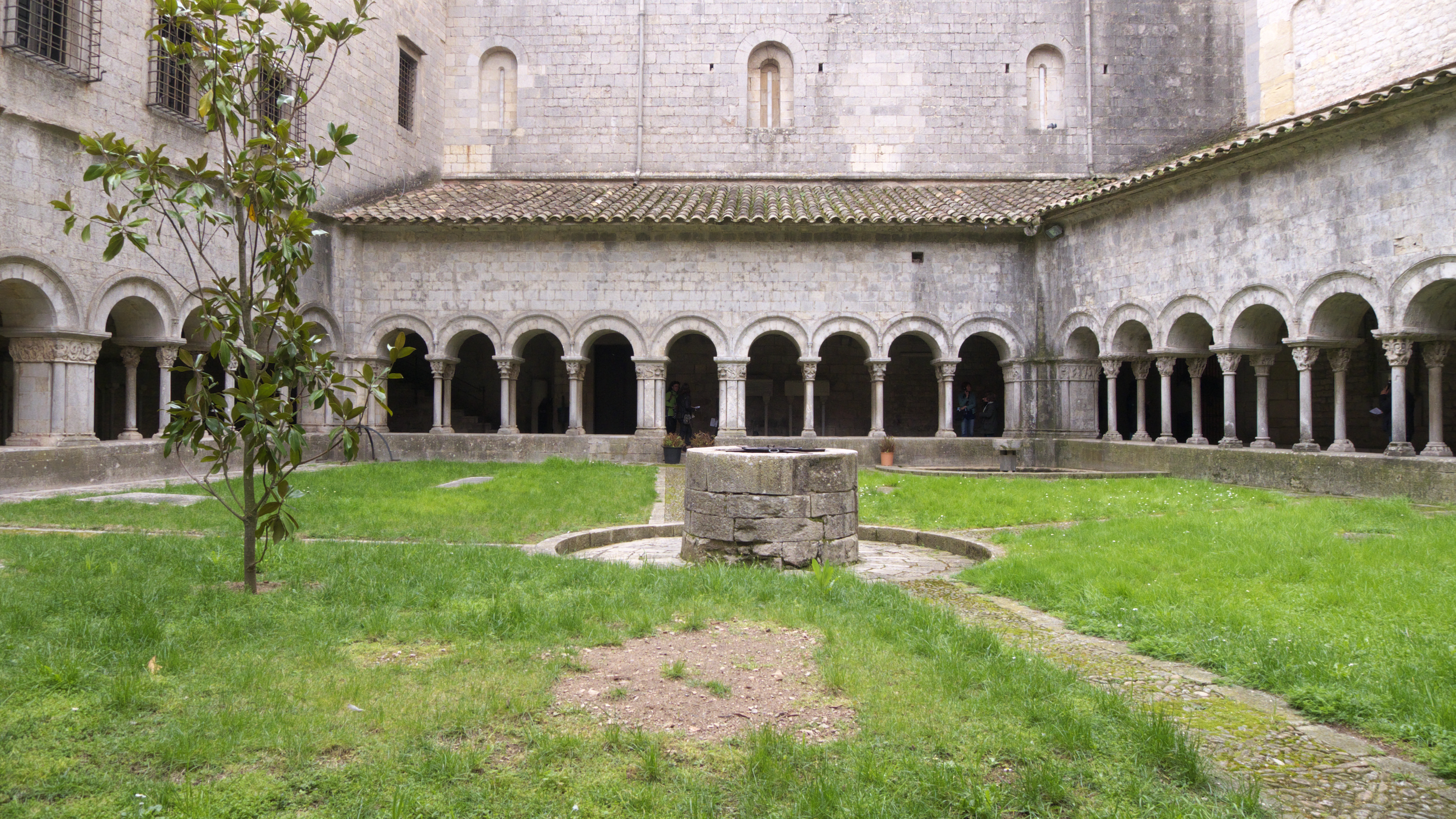
Claustro de la catedral de Gerona

Pero en general los claustros canónicos no tuvieron el mismo protagonismo que los benedictinos porque las congregaciones acabaron viviendo en otras casas y los canónigos de las catedrales también, sin hacer apenas vida comunitaria. Tras la costosa obra de edificar un claustro con todas sus dependencias, los miembros de la congregación apenas acudían a ellas. Un buen ejemplo se da en el claustro de la catedral de Gerona que tiene un dormitorio al este que no se usaba, una sala capitular que se quedó anticuada desde el principio, un refectorio en el que no se daban comidas y que se utilizaba tan solo para recibir la "porciones" y demás prebendas. Según los estudios históricos que se hicieron sobre estos claustros se llegó a la conclusión de que el espacio era necesario para las procesiones y escenificaciones litúrgicas. El liber processionarius monasteri stagnensis habla sobre este tema y viene a aclarar muchas dudas sobre el uso de estos espacios: se celebraban procesiones, reuniones, paseos de reflexión de los clérigos, reuniones diocesanas o sidonales. Según escribe Yves Esquieu en Autour de nos cathedrales se concedía a los claustros canónicos una naturaleza simbólica que demostraba prestigio y poder y es precisamente esto lo que dio origen a que se construyeran tantos patios en los últimos años del siglo XII.

## Los claustros cistercienses
Los grandes monasterios cistercienses se construían eligiendo cuidadosamente el emplazamiento teniendo muy en cuenta su topografía y la existencia de corrientes de agua que estuvieran lo más cercanas posible. Se erigían entonces provisionalmente una serie de espacios necesarios para su vida en comunidad y más tarde, cuando ya se tenía la seguridad de que el lugar era idóneo, se construía el gran edificio en piedra labrada. Este paso tenía lugar por lo general  a los diez o veinte años de su fundación. Mientras se levantaba el edificio definitivo los frailes vivían en unas dependencias edificadas anteriormente para la ocasión que consistían por lo general en una pequeña capilla y algunas zonas alrededor. Esta iglesia primitiva solía dejarse después como capilla de la enfermería que incluso podía tener adosado un pequeño claustro, como ocurre en el monasterio de Poblet donde se conserva este complejo cuyo claustro es el llamado de San Esteban. En el monasterio de Santes Creus, esta primitiva iglesia es hoy la capilla de la Trinidad, irreconocible y muy modificada.

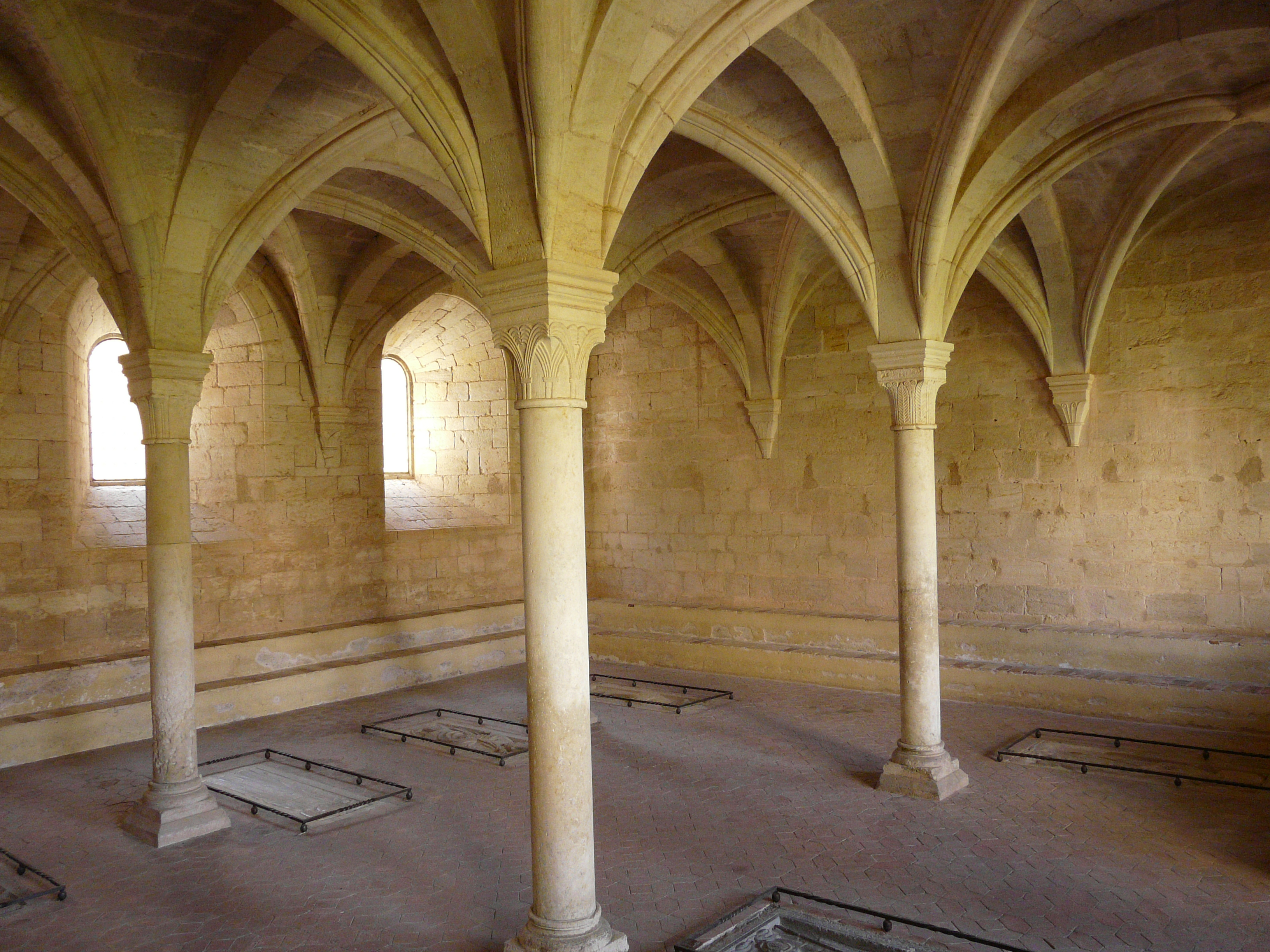
Sala capitular de Santes Creus con ornamentación cisterciense

Mientras tanto comenzaban las grandes obras, empezando por la parte de la cabecera de la iglesia y continuando por las habitaciones necesarias para la vida comunitaria: sala capitular, dormitorio común, refectorio, sala de monjes, para seguir con la enfermería, zona de conversos (legos) y otros espacios que al final conformarían el cierre del claustro. 
Una de las pandas claustrales se apoyaba siempre en un muro de la iglesia, por lo general en el muro sur, aunque en Poblet se hizo al otro lado, sobre el muro norte. A veces era imperativa la conformidad topográfica que no se podía cambiar.
En la segunda mitad del siglo XIII tuvo lugar una gran renovación en los claustros cistercienses, ampliando sensiblemente el espacio a costa de la zona de conversos (legos que nunca llegarían a ser frailes), debido a que a lo largo de ese siglo, el número de conversos se fue haciendo menor. Así en el claustro de Poblet, el antiguo dormitorio de legos se convirtió en cilla en 1302.
En cuanto a la ornamentación de estos claustros, ofrecen por lo general una estructura sencilla, con empleo de repertorios locales, a veces con influencia de Languedoc y con una indudable relación con la catedral de Tarragona en muchos casos. Sin embargo los claustros cistercienses catalanes pueden parecer ricos en ornatos si se les compara con la desnudez de los claustros franceses del mismo estilo. En los claustros catalanes de Vallbona, Poblet y Santes Creus no existe ornamentación historiada, aunque en los canecillos de las cornisas pueden verse figuras humanas o de animales. Para los capiteles se prefieren los motivos vegetales y de entrelazo de repertorio autóctono, salvo en el monasterio de Bellpuig donde se manifiesta una absoluta austeridad.
En Cataluña se encuentran tres monasterios cistercienses: Poblet, Santes Creus y Vallbona, y uno premonstratense: Bellpuig de les Avellanes. Los cuatro cuentan con vestigios de elementos claustrales románicos, los cuatro se fundaron en el tercer cuarto del siglo XII y fueron elegidos como panteón de diversos reyes, reinas y nobles. A pesar de que tienen mucho en común, sus claustros son dignos de estudio y descripción por separado, sacando a la luz sus características individuales.

Claustros
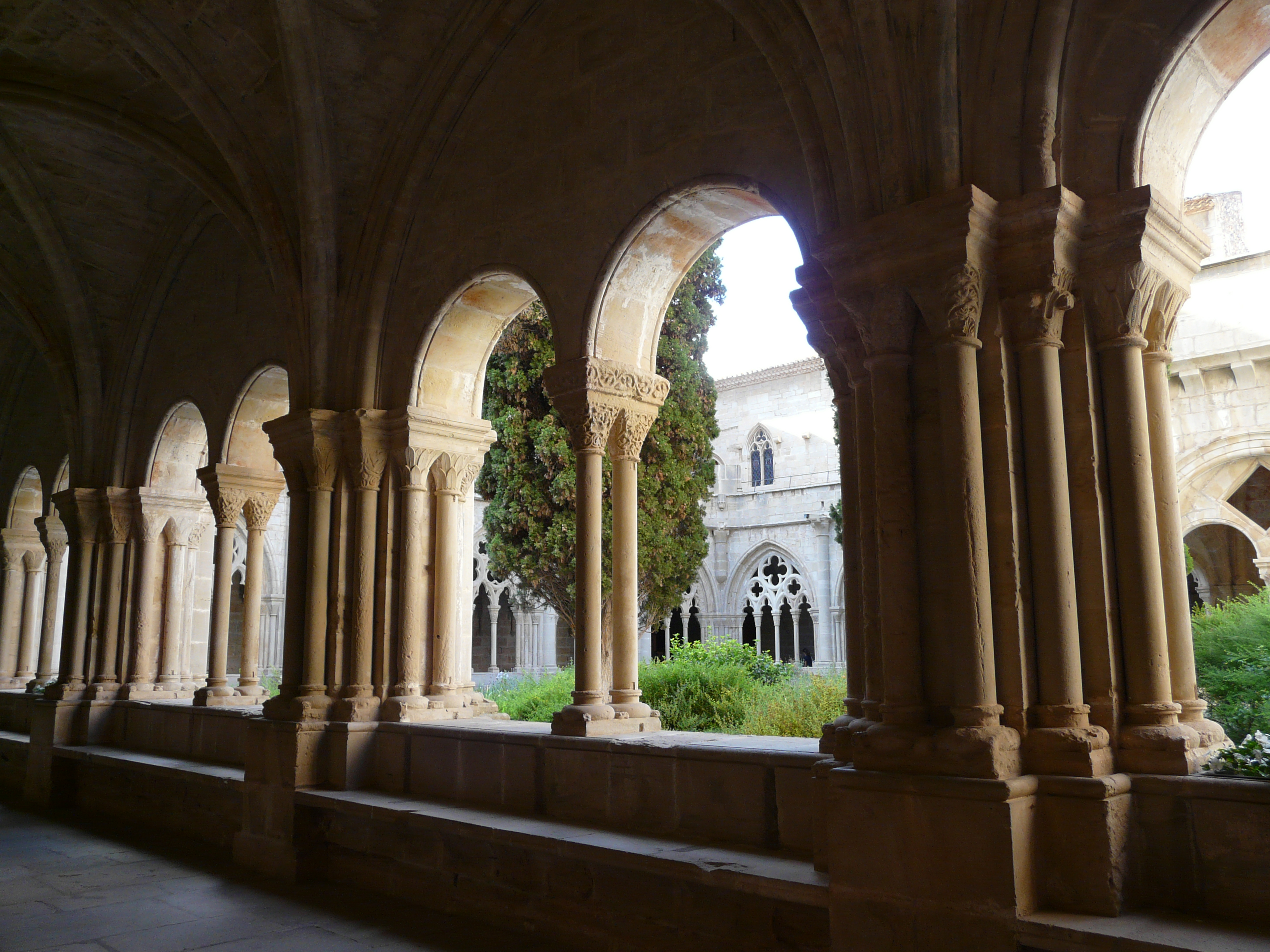
Monasterio de Poblet
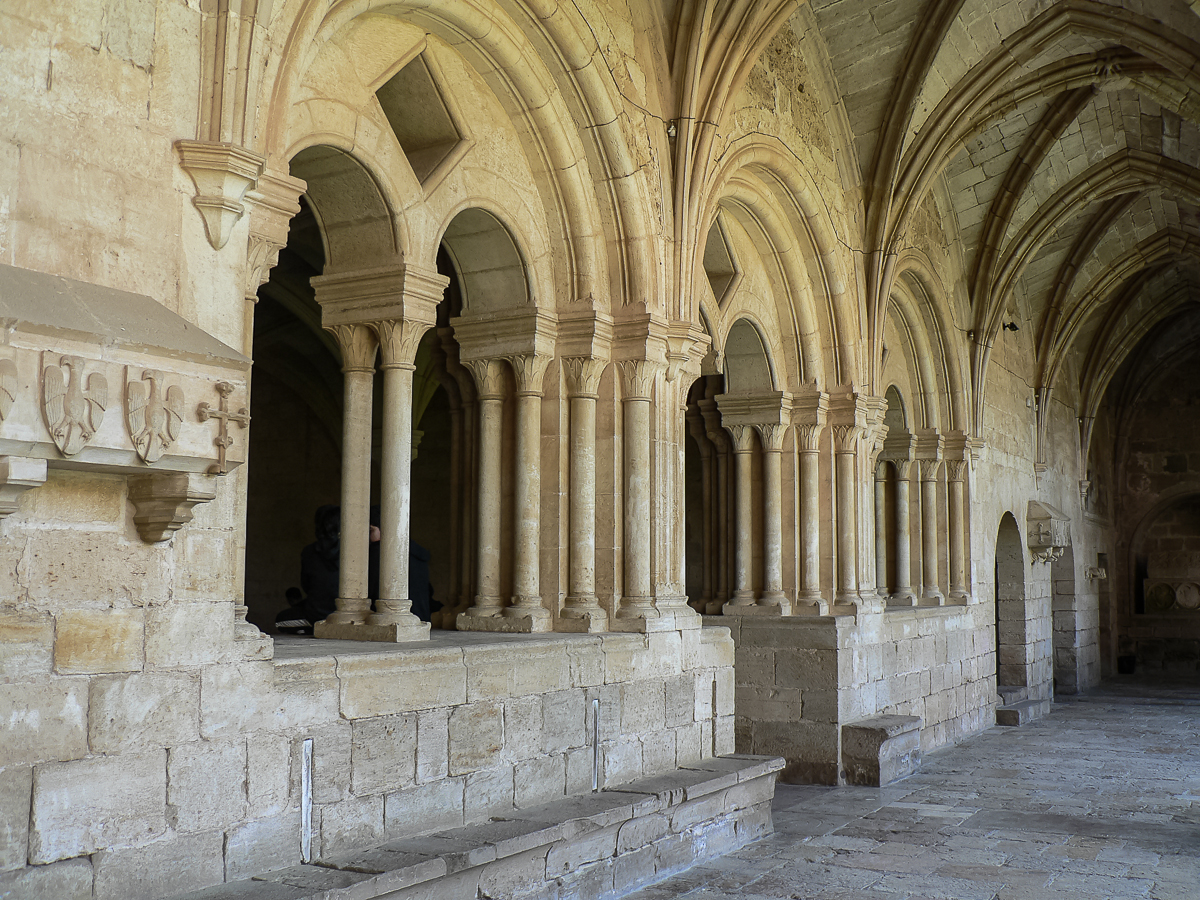
Santes Creus. Capiteles con la ornamentación cisterciense
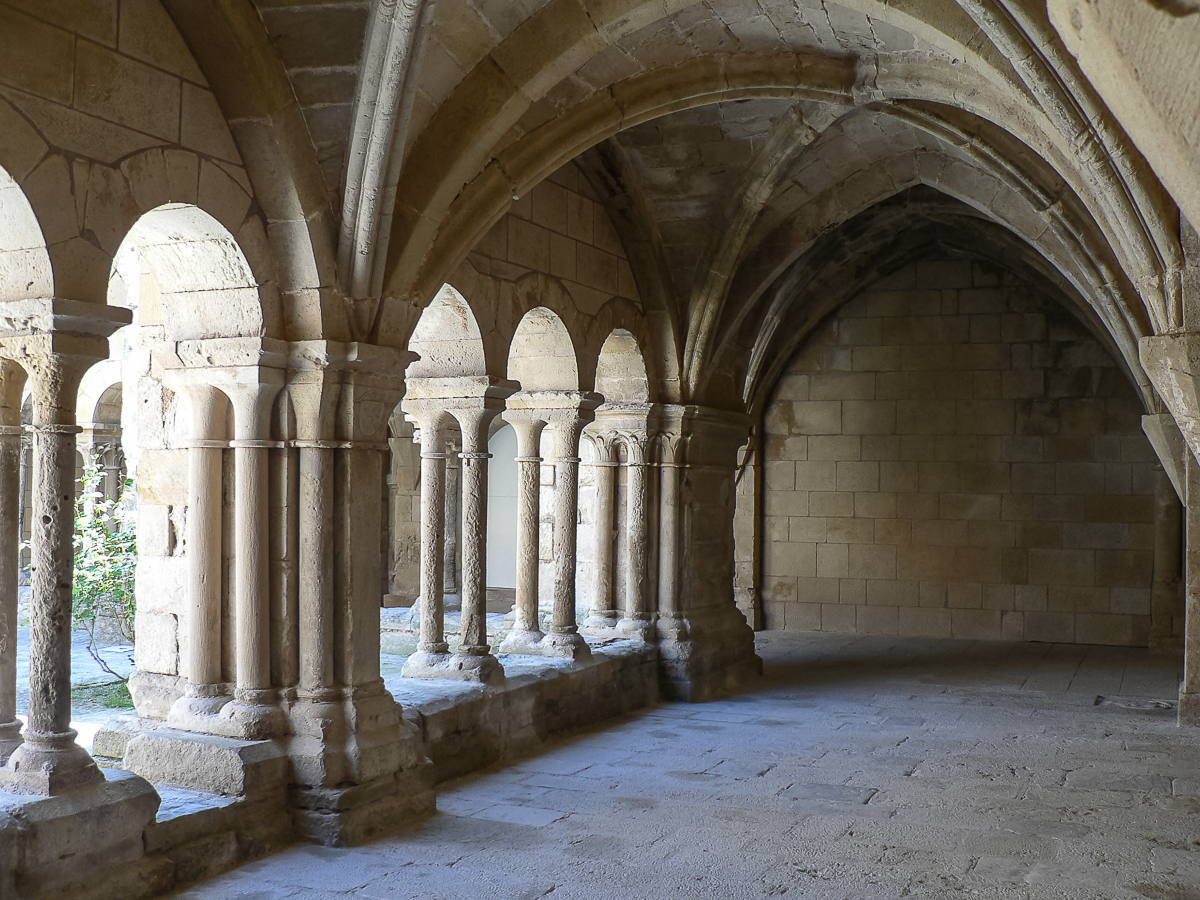
Monasterio de Vallbona